# Orthobelus urus
Orthobelus urus är en insektsart som beskrevs av Leon Fairmaire. Orthobelus urus ingår i släktet Orthobelus och familjen hornstritar. Inga underarter finns listade i Catalogue of Life.